# Chusquea sulcata
Chusquea sulcata är en gräsart som beskrevs av Jason Richard Swallen. Chusquea sulcata ingår i släktet Chusquea och familjen gräs. Inga underarter finns listade i Catalogue of Life.